# Parc nacional de Te Urewera
El Parc Nacional de Te Urewera va ser un parc nacional a prop de la costa est de l'illa del nord de Nova Zelanda, establert com a tal el 1954 i desestablert el 2014, quan va ser substituït per una nova entitat legal i àrea protegida anomenada Te Urewera. El parc ocupava una àrea d'aproximadament 2.127 km2 i estava situat al nord de la regió de la badia de Hawke. Va ser el més gran dels quatre parcs nacionals de l'illa del Nord i la selva tropical més aïllada de la regió.

## Etimologia
Te Urewera és la llar tradicional del poble Tūhoe. El nom significa "penis cremat" en llengua maorí i reflecteix una llegenda local.

## Història
A causa del seu aïllament geogràfic, la regió va ser una de les darreres reclamades pels britànics durant la colonització del segle xix.
El 28 de juliol de 1954, les zones de captació del llac Waikaremoana, el llac Waikareiti i altres reserves de la Corona van ser catalogades com a parc nacional, i el 1957 les propostes estaven en marxa per afegir la resta de les terres de la Corona a Te Urewera al nord de Ruatāhuna. Aquesta proposta es va formalitzar el novembre de 1957, quan es van afegir 1.350 km2 addicionals. Es van fer més addicions el 1962, 1975 i 1979, amb adquisicions menors de terrenys i alteracions de límits en el període intermedi. El llit del llac i els enclavaments maorís no es van incloure en la publicació del parc. La Corona havia llogat el llit del llac, que era gestionat pel Departament de Conservació.
El març de 2013, el poble Tūhoe va signar una escriptura de liquidació, resolent les reclamacions de la tribu sota el Tribunal de Waitangi. Segons l'acord, els Tūhoe havien de rebre 170 milions de dòlars neozelandeses i també se'ls donaria més control sobre Te Urewera. Va deixar de ser un parc nacional en virtut de la Llei Te Urewera de 2014, convertint-se en Te Urewera, el primer recurs natural del món en rebre els mateixos drets legals que una persona.